# Twentieth Century (film)
Twentieth Century – dokumentalny cykl filmowy zrealizowany w 2010 którego realizatorem był Robert Laus.
Film prezentuje twórców i osobowości sztuki polskiej XX wieku. Każdej z postaci przyporządkowany jest
jeden lub więcej odcinków. W serii przedstawione są m.in. takie postacie jak: Xymena Zaniewska, Józef Wilkoń, Janusz Stanny, Andrzej Heidrich, Andrzej Czeczot czy Karol Śliwka.